# Саратовский сельский округ (Краснодарский край)
Саратовский сельский округ — административно-территориальная единица города Горячий Ключ как объекта административно-территориального устройства Краснодарского края.
В рамках структуры администрации муниципального образования города Горячий Ключ функционирует его территориальный орган — Администрация Саратовского сельского округа.
Административный центр — станица Саратовская.

## Население
| 2002 | 2010    |
| ---- | ------- |
| 7528 | ↗11 211 |

## Населённые пункты
Сельский округ включает 7 сельских населённых пунктов:
| № | Населённый пункт | Тип населённого пункта | Население |
| - | ---------------- | ---------------------- | --------- |
| 1 | Молькин          | хутор                  | ↗3303     |
| 2 | Папоротный       | хутор                  | ↗84       |
| 3 | Приреченский     | посёлок                | ↗1162     |
| 4 | Саратовская      | станица                | ↗7083     |
| 5 | Северный         | хутор                  | ↗49       |
| 6 | Солёный          | хутор                  | ↗24       |
| 7 | Сорокин          | хутор                  | ↘22       |

## История
20-21 февраля 1975 года город Горячий ключ был выделен из состава Апшеронского района Краснодарского края и наделён статусом города краевого подчинения, при этом из Апшеронского района Горячеключевскому горсовету были переподчинены близлежащие сельсоветы, в том числе Саратовский сельсовет. В 1990-е годы подчинённые Горячему Ключу сельсоветы (сельские администрации) были преобразованы в сельские округа.

## Археология
Палеолитические местонахождения Игнатенков Куток и Сорокин находятся между станицей Саратовской и хутором Сорокин. Культуросодержащий слой местонахождения Игнатенков Куток относится к морской изотопной стадии MIS 9 (~330—290 тыс. л. н.), что соответствует внутририсскому межледниковью среднего плейстоцена. Каменная индустрия местонахождения Игнатенков Куток определяется как ашельская, содержит рубила, пики и другие крупные режущие орудия. Культуросодержащий слой местонахождения Сорокин относится к морской изотопной стадии MIS 7 (~250—200 тыс. л. н.) и синхронен среднеплейстоценовой узунларской террасе/трансгрессии Черного моря. Каменная индустрия местонахождения Сорокин относится к концу раннего палеолита и отличается наличием леваллуазской технологии первичного расщепления и изготовлением двусторонне-обработанных обушковых ножей (кайльмессеров). Сходная каменная индустрия выявлена на Тенгинском местонахождении на левом берегу реки Шапсухо на юго-восточной окраине посёлка Тенгинка.